# Crkva Uznesenja Blažene Djevice Marije u Oroslavju
Crkva Uznesenja Blažene Djevice Marije   je rimokatolička crkva u gradu Oroslavje zaštićeno kulturno dobro.

## Opis dobra
Župna crkva Uznesenja Blažene Djevice Marije iz 18. st nalazi se u središtu naselja Oroslavje u neposrednoj blizini dvorca Vranyczany. Jednobrodna građevina s užim i nižim kvadratnim svetištem sa stiješnjenom apsidom, zvonikom u ravnini pročelja i sakristijom sjeverno od svetišta, obnovljena 1936. g. Unutrašnjost crkve oslikana je figuralnim i ornamentalnim motivima različitih stilskih karakteristika. Od očuvanog inventara posebice se ističu barokni kip Bogorodice s Djetetom i propovjedaonica. Predstavlja kvalitetnu kasnobaroknu građevinu s elementima klasicizma.

## Zaštita
Pod oznakom Z-2232 zavedena je kao nepokretno kulturno dobro - pojedinačno, pravnog statusa zaštićena kulturnog dobra, klasificirano kao "sakralna graditeljska baština".